# Жарський Василь Олексійович
Васи́ль Олексі́йович Жа́рський (рос. Василий Алексеевич Жарский; нар. 7 березня 1906, присілок Піддуб'є — пом. 11 січня 1973, місто Іжевськ) — французький та радянський художник живописець, член Спілки художників СРСР (1967).

## Життєпис
Народився 1906 року в невеликому присілку Піддуб'є Остенської волості Псковської губернії (сучасний Псковський район Псковської області). 1919 року родина переїхала жити до Естонії. В 1919-1925 роках навчався в Нарвській гімназії. З 1924 року батракував, пізніше працював на сланцевих підприємствах поблизу Кохтла-Ярве. В 1929 році виїхав за контрактом на роботу до Франції в місто Южин (департамент Савоя). Працював на металургійному заводі «Подь Жиро» (1929-1931), виноградниках (1931-1934), взуттєвій фабриці (1934-1940), наймався на різну роботу. В середині 1930-их років переїхав до Тулузи. В 1936 році став членом організації «Друзі Радянського союзу», у 1938 році зближується зі Спілкою західних художників «Салон незалежних», навчається у Г.Дельпара та А.Реганьйона. В 1940–1947 роках працював художником. Перші виставки його робіт пройшли саме у Франції («Салони», 1938–1940, Тулуза), персональні виставки в приватній галереї «Фоє декор» (1944, 1946, Тулуза), виставки Спілки західних художників («Салон незалежних», Тулуза). В пленерних працях, відмічених вмінням передати світлоповітряне середовище, стан природи, відчувається вплив імпресіоністів («Тулуза. Собор Святого Петра», 1946; «Квітки картоплі», 1945). З 1941 року брав активну участь в антифашистському русі в окупованій Тулузі. В 1943 році був прийнятим до лав Французької комуністичної партії, очолив російську секцію при Тулузькому федеральному бюро (з 1945 року — Спілка радянських громадян).
В 1946 році отримав радянське громадянство, 1947 року повернувся до СРСР. Працював в Іжевську художником Російського драматичного театру імені Короленка (1947–1948), викладав в художньо-ремісничому училищі № 6. 1950 року став членом товариства «Удмуртхудожник» (нині виробничі майстерні Удмуртського відділення Художнього фонду РФ). Написав пейзажі місць життя та творчості П. І. Чайковського («Старий Воткінськ», 1952; «Дім-музей П. І. Чайковського», 1959; «Дім-музей П. І. Чайковського в Клину», 1950). Створив серію пейзажів Іжевська («Будівництво вулиці Пушкінської в Іжевську», 1957; «Вулиця Карла Маркса в Іжевську», 1955). З 1951 року учасник низки регіональних, всеросійських та всесоюзних виставок в СРСР. Отримав почесні грамоти президії Верховної ради Удмуртської АРСР (1956) та секретаріату правління Спілки художників СРСР.